# فهرست بازیکنان باشگاه فوتبال اینتر میلان (۲۵ تا ۹۹ بازی)

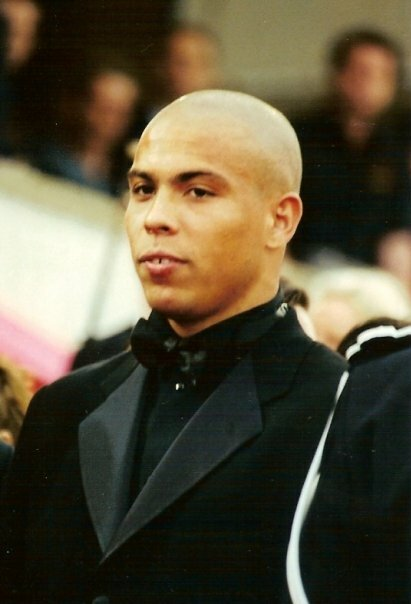
رونالدو با شکستن رکورد نقل و انتقالات در سال ۱۹۹۷ و با ۲۷ میلیون دلار به اینتر پیوست. او عضو تیم قهرمان جام یوفا در فصل ۹۸–۱۹۹۷ می‌باشد.

باشگاه فوتبال اینتر میلان یک باشگاه حرفه‌ای فوتبال در شهر میلان، ایتالیا است. این باشگاه در ۹ مارس سال ۱۹۰۸ میلادی به وسیله گروهی که اعتقاد به استفاده از بازیکنان خارجی داشتند، تأسیس شده‌است. اولین بازی رسمی اینترناتزیوناله در ۱۰ ژانویه ۱۹۱۰ و در برابر رقیب همشهری خود یعنی آ. ث. میلان برگزار شد که با شکست ۳-۲ اینترناتزیوناله به پایان رسید. اینترناتزیوناله برای قهرمانی در مسابقات قهرمانی فوتبال ایتالیا، تنها دو سال صبر کرد و در سال ۱۹۱۰ اولین اسکودتو این باشگاه به ثبت رسید. باشگاه اینتر میلان دارای افتخارات متعددی همچون ۳ قهرمانی در جام باشگاه‌های اروپا/لیگ قهرمانان اروپا(دوبار به صورت متوالی در سال‌های ۱۹۶۴ و ۱۹۶۵ و دیگری در سال ۲۰۱۰)، ۳ قهرمانی در جام یوفا، ۲۰ قهرمانی در سری آ ایتالیا، ۹ قهرمانی در کوپا ایتالیا، ۸ قهرمانی در سوپر جام فوتبال ایتالیا، ۲ قهرمانی در جام بین قاره‌ای و ۱ قهرمانی در جام باشگاه‌های فوتبال جهان را در کارنامه دارد و با کسب ۴۶ جام، هشتمین تیم پرافتخار در پنج لیگ معتبر اروپایی است. این باشگاه از سال ۲۰۰۶ تا ۲۰۱۰، پنج عنوان لیگ به صورت متوالی به دست آورد که برابر با رکورد تمام دوران در آن زمان بود. در طول فصل ۱۰–۲۰۰۹، اینتر تحت هدایت ژوزه مورینیو تبدیل به اولین و تنها تیم ایتالیایی شد که توانسته‌است فاتح سه گانه شود و دومین تیمی لقب گرفت که موفق به کسب پنج جام در یک سال تقویمی می‌شود.
از زمان برگزاری اولین مسابقه رسمی باشگاه اینتر، بیش از ۹۰۰ بازیکن در تیم اصلی حضور پیدا کرده‌اند که برخی از آنها حداقل ۱۰۰ بازی انجام داده‌اند (از جمله به عنوان یار تعویضی). رونالدو که با شکستن رکورد نقل و انتقالات در زمان خود و با بیش از ۲۷ میلیون دلار راهی اینتر شده بود، به دلیل مصدومیت‌های مختلف در دوران حرفه ای خود، در کمتر از ۱۰۰ بازی برای اینتر حضور یافت. مائوریتسیو گنز و ماتئو کواچیچ در تمام رقابت‌ها، ۹۷ و ۹۸ بازی برای اینتر انجام دادند.
از ۲۸ مه ۲۰۱۷، بیش از ۲۸۰ بازیکن بین ۲۵ تا ۹۹ بازی برای باشگاه اینتر انجام داده‌اند.

## فهرست بازیکنان

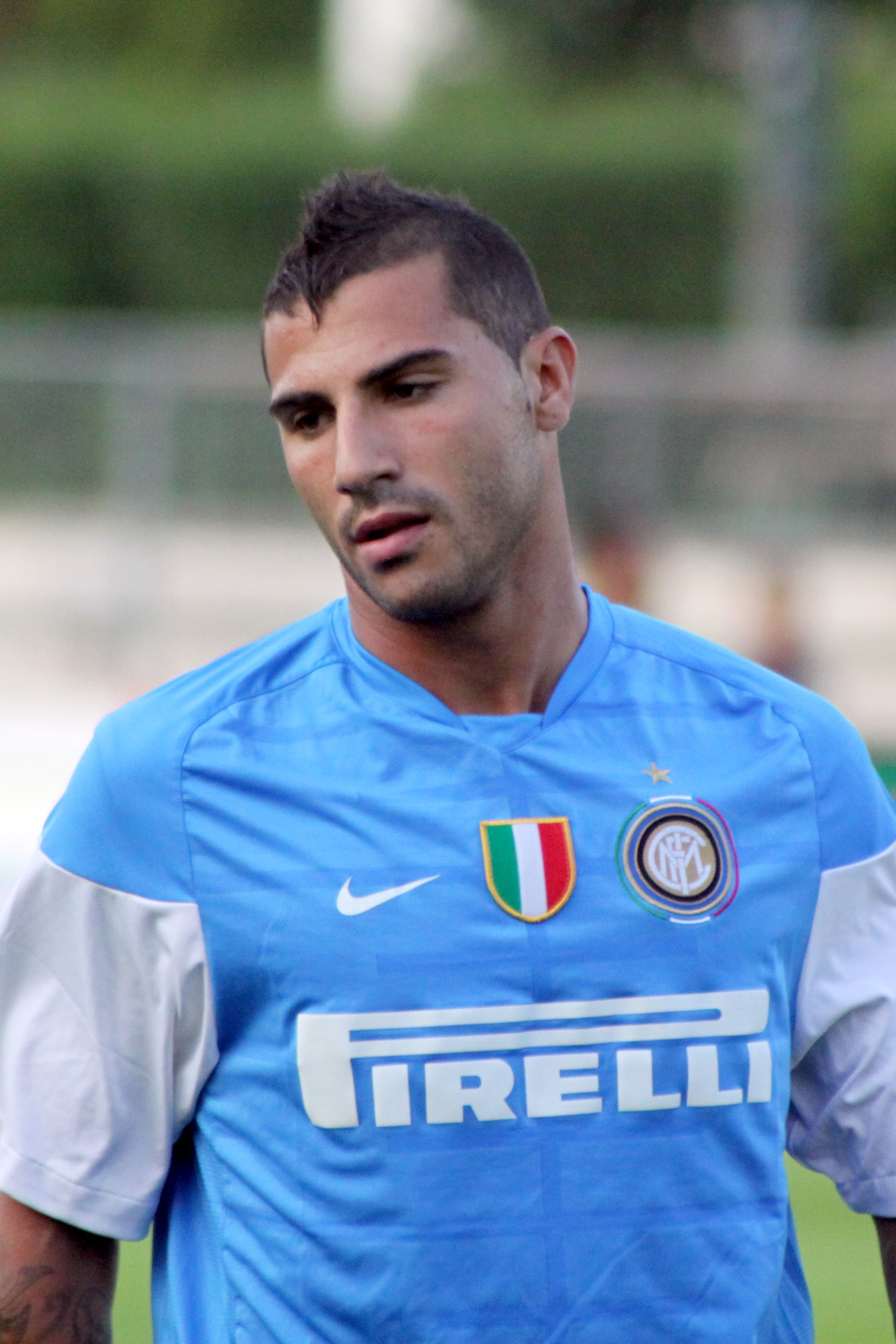
ریکاردو کوارشما، ۳۵ بازی در دو و نیم فصل حضور در اینتر انجام داده‌است.

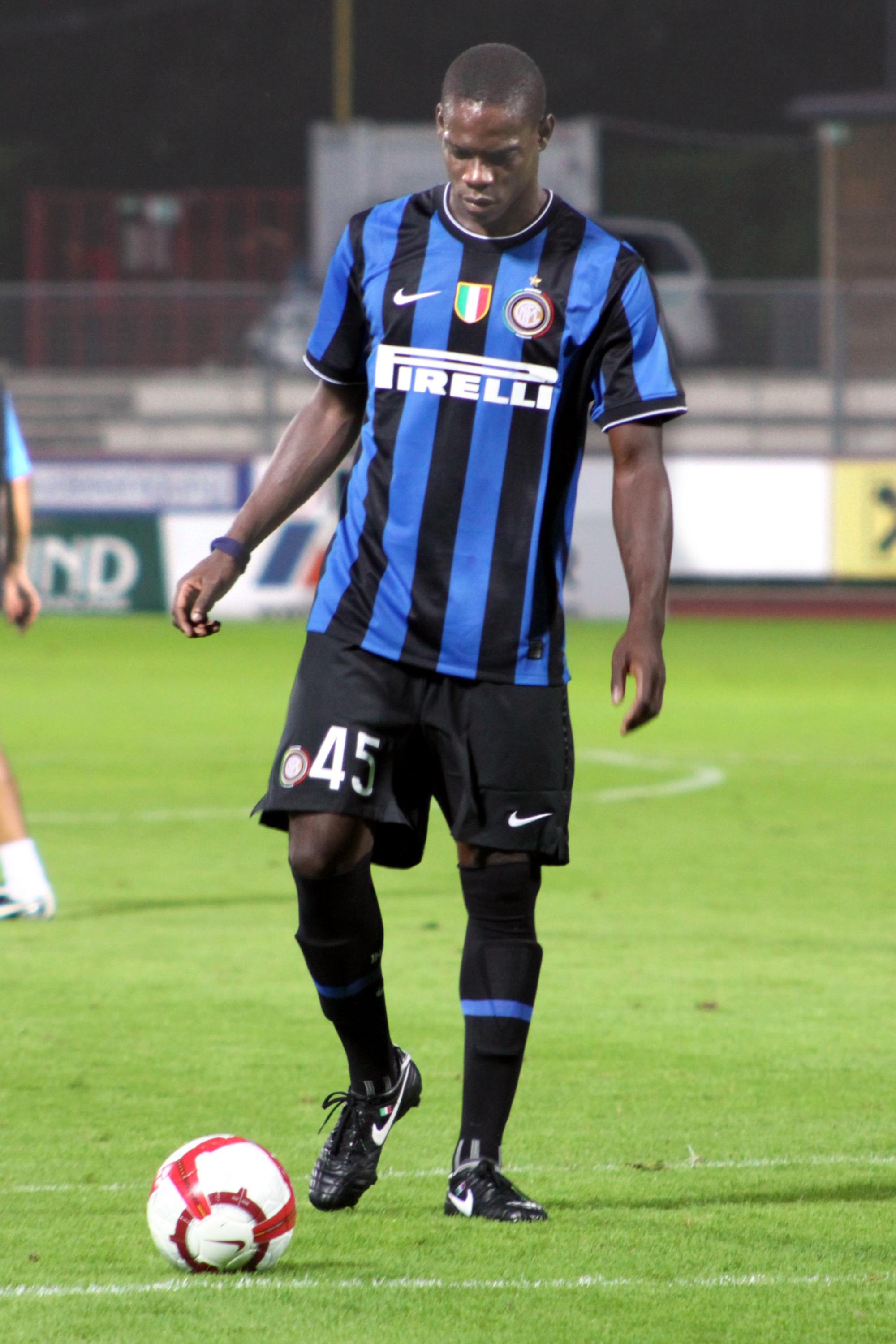
ماریو بالوتلی، ۸۶ بازی برای اینتر انجام داده و ۲۸ گل به ثمر رسانده‌است.

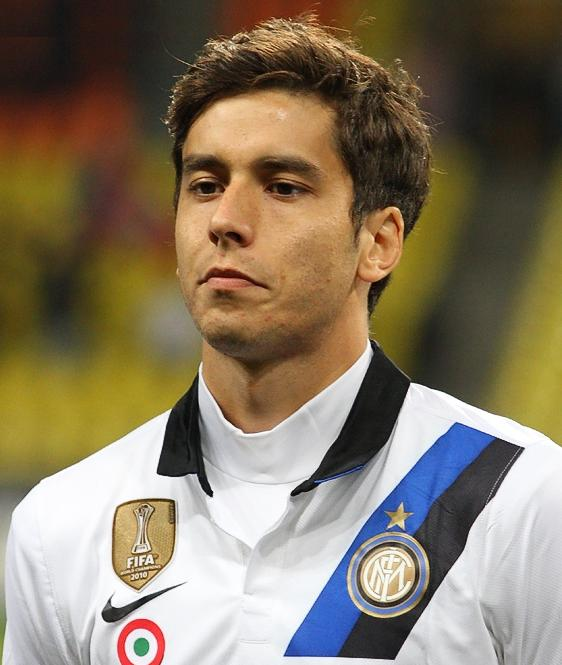
ریکی آلوارز، سه فصل برای اینتر بازی کرده‌است.

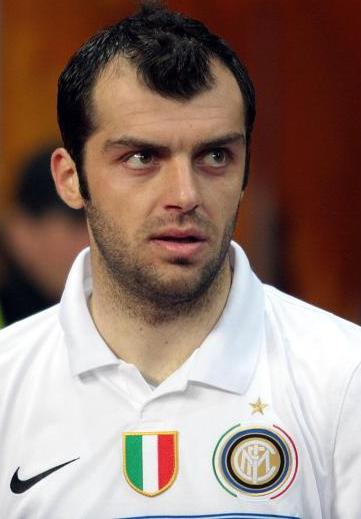
گوران پاندف یکی از اصلی‌ترین بازیکنان در فصل ۱۰–۲۰۰۹ و کسب سه‌گانه بود.

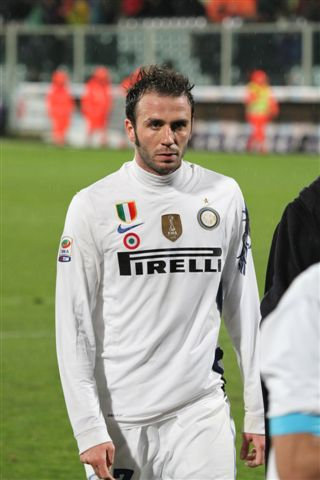
جامپائولو پاتزینی، ۶۰ بازی برای اینتر انجام داده و ۱۹ گل به ثمر رسانده‌است.

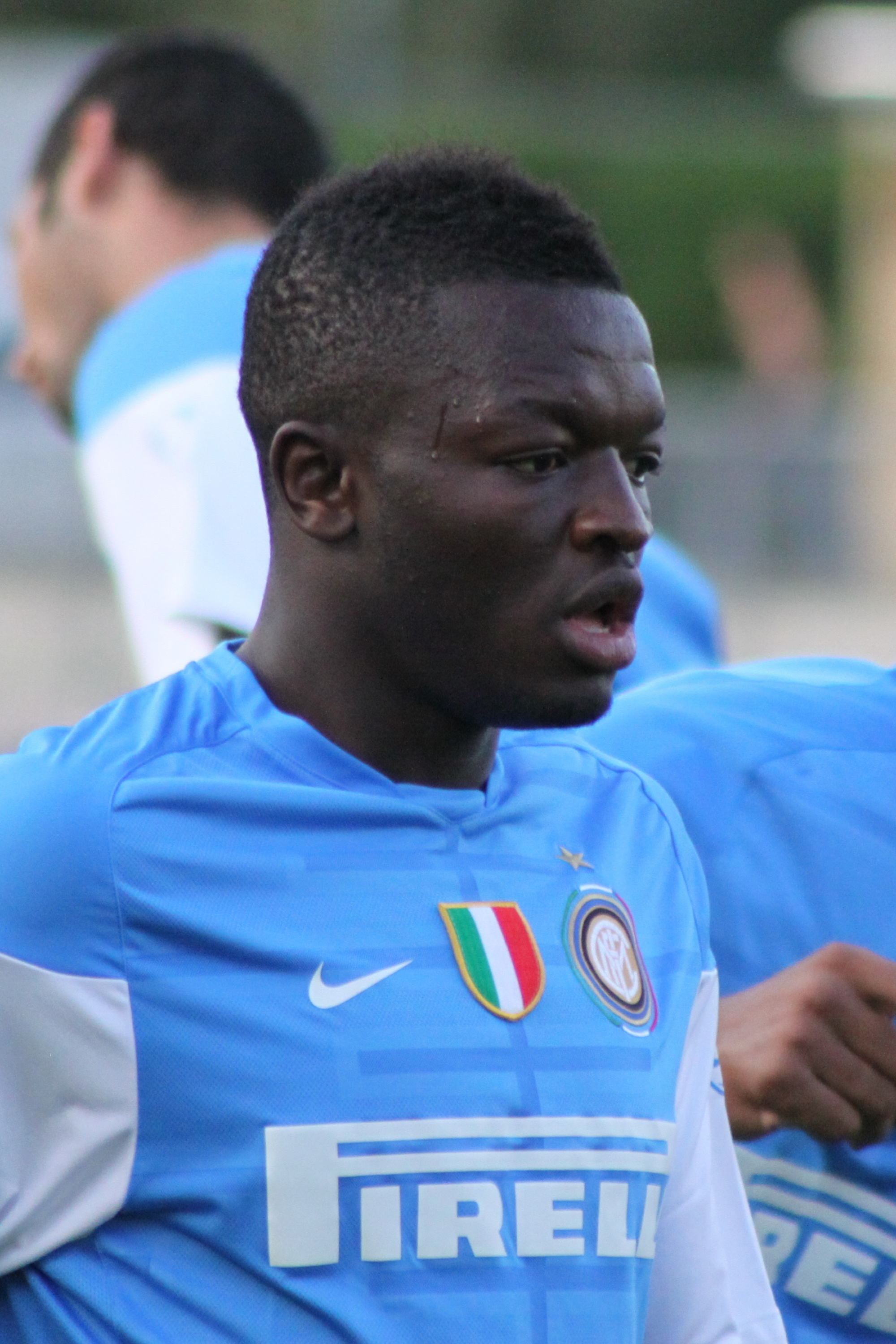
سولی مونتاری، ۹۷ بازی برای اینتر انجام داده و ۷ گل به ثمر رسانده‌است.

- تعداد بازی و گل‌ها تنها در مسابقات رسمی، شامل سری آ، کوپا ایتالیا، سوپر جام فوتبال ایتالیا، لیگ اروپا، لیگ قهرمانان اروپا، جام برندگان جام اروپا، اینتر-سیتیز فیرز کاپ، سوپرجام اروپا و جام باشگاه‌های فوتبال جهان می‌باشد.
- بازیکنانی که نامشان پررنگ است کماکان در عضویت باشگاه قرار دارند.
- بازیکنان با توجه به تاریخ اولین بازی خود برای باشگاه مرتب شده‌اند.

تا تاریخ ۲۹ اکتبر ۲۰۲۳
توضیحات سرتیتر جدول
- ملیت – اگر بازیکنی، بازی ملی انجام داده باشد، کشور یا کشورهایی که برای آن بازی کرده را نشان می‌دهد. در غیر اینصورت، ملیت یک بازیکن نشان دهنده محل تولدش می‌باشد.
- دوران حضور در اینتر – اولین سال تا آخرین سال حضور یک بازیکن در باشگاه اینتر.
- فیکس – تعداد بازی‌هایی که یک بازیکن از ابتدا به میدان رفته‌است.
- تعویضی – تعداد بازی‌هایی که یک بازیکن به عنوان یار تعویضی به میدان رفته‌است.
- مجموع – مجموع تعداد بازی‌هایی که یک بازیکن چه به عنوان بازیکن اصلی یا تعویضی به میدان رفته‌است.

| پیش از دهه ۱۹۶۰ | پیش از دهه ۱۹۶۰ | پس از دهه ۱۹۶۰ | پس از دهه ۱۹۶۰ |
| --------------- | --------------- | -------------- | -------------- |
| GK              | دروازه‌بان       | دروازه‌بان      | دروازه‌بان      |
| FB              | مدافع کناری     | DF             | مدافع          |
| HB              | هافبک           | MF             | هافبک          |
| FW              | مهاجم           | مهاجم          | مهاجم          |
| U               | بازیکن ابزار    | بازیکن ابزار   | بازیکن ابزار   |

| نام                    | ملیت          | پست | دوران حضور در اینتر             | فیکس       | تعویضی     | مجموع      | گل‌های زده | منبع    |
| نام                    | ملیت          | پست | دوران حضور در اینتر             | تعداد حضور | تعداد حضور | تعداد حضور | گل‌های زده | منبع    |
| ---------------------- | ------------- | --- | ------------------------------- | ---------- | ---------- | ---------- | --------- | ------- |
| جووانی کاپرا           | ایتالیا       | MF  | ۱۹۱۱–۱۹۰۹                       | ?          | ?          | ۲۵         | ۱۲        | [ ۵ ]   |
| آلفردو زولر            | سوئیس         | DF  | ۱۹۱۱–۱۹۰۹                       | ?          | ?          | ۲۸         | ۰         | [ ۶ ]   |
| کارلو پایر             | ایتالیا       | MF  | ۱۹۱۲–۱۹۰۹                       | ?          | ?          | ۵۰         | ۸         | [ ۷ ]   |
| ارنست پترلی            | سوئیس         | MF  | ۱۹۱۴–۱۹۰۹                       | ?          | ?          | ۵۵         | ۳۰        | [ ۸ ]   |
| ویرجیلیو فوساتی        | ایتالیا       | DF  | ۱۹۱۵–۱۹۰۹                       | ?          | ?          | ۹۷         | ۴         | [ ۹ ]   |
| اُرِسته ویگانو           | ایتالیا       | DF  | ۱۹۲۲–۱۹۱۰                       | ?          | ?          | ۴۳         | ۰         | [ ۱۰ ]  |
| پائولو شیدلر           | ایتالیا       | MF  | ۱۹۱۵–۱۹۱۱, ۱۹۲۳–۱۹۱۹            | ?          | ?          | ۹۲         | ۱۶        | [ ۱۱ ]  |
| فرانکو بونتادینی       | ایتالیا       | MF  | ۱۹۲۰–۱۹۱۱                       | ?          | ?          | ۴۷         | ۲۸        | [ ۱۲ ]  |
| جوزپه آستی             | ایتالیا       | MF  | ۱۹۲۰–۱۹۱۴, ۱۹۲۳–۱۹۲۲            | ?          | ?          | ۴۸         | ۱۷        | [ ۱۳ ]  |
| گوستاوو فرانچسکونی     | ایتالیا       | DF  | ۱۹۲۰–۱۹۱۹, ۱۹۲۵–۱۹۲۳            | ?          | ?          | ۶۲         | ۰         | [ ۱۴ ]  |
| آلساندرو بلترامه       | ایتالیا       | DF  | ۱۹۲۶–۱۹۱۹                       | ?          | ?          | ۵۴         | ۰         | [ ۱۵ ]  |
| دلفو بلینی             | ایتالیا       | FW  | ۱۹۲۷–۱۹۲۵                       | ?          | ?          | ۴۸         | ۱         | [ ۱۶ ]  |
| پیرو آنتونا            | ایتالیا       | FW  | ۱۹۳۹–۱۹۳۵                       | ?          | ?          | ۵۵         | ۲         | [ ۱۷ ]  |
| دوییلو ستی             | ایتالیا       | DF  | ۱۹۴۱–۱۹۳۷                       | ?          | ?          | ۸۵         | ۰         | [ ۱۸ ]  |
| اُرلاندو ساین           | ایتالیا       | GK  | ۱۹۳۹–۱۹۳۸, ۱۹۴۱–۱۹۴۰            | ?          | ?          | ۲۸         | ۰         | [ ۱۹ ]  |
| آمبرتو گوارنری         | ایتالیا       | FW  | ۱۹۴۲–۱۹۳۸                       | ?          | ?          | ۶۰         | ۲۹        | [ ۲۰ ]  |
| جورجیو بارسانتی        | ایتالیا       | FW  | ۱۹۴۱–۱۹۳۸, ۱۹۴۶–۱۹۴۵            | ?          | ?          | ۵۹         | ۱۵        | [ ۲۱ ]  |
| کامیلو گیروتی          | ایتالیا       | DF  | ۱۹۳۹–۱۹۳۸, ۱۹۴۳–۱۹۴۰, ۱۹۴۵–۱۹۴۶ | ?          | ?          | ۴۸         | ۰         | [ ۲۲ ]  |
| ایوانو بلاسون          | ایتالیا       | DF  | ۱۹۵۴–۱۹۵۰                       | ?          | ?          | ۸۵         | ۵         | [ ۲۳ ]  |
| برونو پادولاتزی        | ایتالیا       | DF  | ۱۹۵۵–۱۹۵۰                       | ?          | ?          | ۹۵         | ۱         | [ ۲۴ ]  |
| پیترو بروکینی          | ایتالیا       | MF  | ۱۹۵۴–۱۹۵۱                       | ?          | ?          | ۳۳         | ۱۴        | [ ۲۵ ]  |
| اوتاویو بوجاتی         | ایتالیا       | GK  | ۱۹۶۵–۱۹۶۱                       | ?          | ?          | ۳۳         | ۰         | [ ۲۶ ]  |
| لورنزو بتینی           | ایتالیا       | FW  | ۱۹۶۲–۱۹۶۱                       | ?          | ?          | ۲۶         | ۱۰        | [ ۲۷ ]  |
| رناتو کاپلینی          | ایتالیا       | FW  | ۱۹۶۸–۱۹۶۳                       | ?          | ?          | ۶۵         | ۲۲        | [ ۲۸ ]  |
| ساول مالاتراسی         | ایتالیا       | DF  | ۱۹۶۶–۱۹۶۴                       | ?          | ?          | ۳۳         | ۰         | [ ۲۹ ]  |
| سرجو گوری              | ایتالیا       | FW  | ۱۹۶۶–۱۹۶۴, ۱۹۶۹–۱۹۶۸            | ?          | ?          | ۲۹         | ۶         | [ ۳۰ ]  |
| جانکارلو چلا           | ایتالیا       | DF  | ۱۹۷۱–۱۹۶۸                       | ?          | ?          | ۵۹         | ۱         | [ ۳۱ ]  |
| ماریو فروستالوپی       | ایتالیا       | MF  | ۱۹۷۰, ۱۹۷۲–۱۹۷۱                 | ?          | ?          | ۳۶         | ۳         | [ ۳۲ ]  |
| ماریو فروستالوپی       | ایتالیا       | MF  | ۱۹۷۲–۱۹۷۰                       | ?          | ?          | ۵۴         | ۳         | [ ۳۳ ]  |
| برناردینو فابیان       | ایتالیا       | MF  | ۱۹۷۳–۱۹۷۰                       | ?          | ?          | ۲۹         | ۰         | [ ۳۴ ]  |
| کلودیو آمبو            | ایتالیا       | FW  | ۱۹۷۷, ۱۹۸۱–۱۹۷۹                 | ?          | ?          | ۴۲         | ۴         | [ ۳۵ ]  |
| فرانکو پانکری          | ایتالیا       | DF  | ۱۹۸۱–۱۹۷۹                       | ?          | ?          | ۴۳         | ۱         | [ ۳۶ ]  |
| دومنیکو کاسو           | ایتالیا       | MF  | ۱۹۸۱–۱۹۷۹                       | ?          | ?          | ۷۶         | ۴         | [ ۳۷ ]  |
| روبرتو موزینی          | ایتالیا       | DF  | ۱۹۸۱–۱۹۷۹                       | ?          | ?          | ۵۹         | ۱         | [ ۳۸ ]  |
| هربرت پروهاسکا         | اتریش         | MF  | ۱۹۸۲–۱۹۸۰                       | ?          | ?          | ۸۱         | ۱۱        | [ ۳۹ ]  |
| کلاوس باچلچنر          | ایتالیا       | DF  | ۱۹۸۲–۱۹۸۱                       | ?          | ?          | ۳۱         | ۰         | [ ۴۰ ]  |
| جانکارلو چنتی          | ایتالیا       | MF  | ۱۹۸۲–۱۹۸۱                       | ?          | ?          | ۳۴         | ۱         | [ ۴۱ ]  |
| لیام بردی              | جمهوری ایرلند | MF  | ۱۹۸۴-۱۹۸۶                       | ?          | ?          | ۵۸         | ۵         |         |
| فائوستو پیزی           | ایتالیا       | MF  | ۱۹۸۶–۱۹۸۵, ۱۹۹۲–۱۹۹۰            | ?          | ?          | ۵۵         | ۶         | [ ۴۲ ]  |
| دانیل پاسارلا          | آرژانتین      | DF  | ۱۹۸۸–۱۹۸۶                       | ?          | ?          | ۷۳         | ۱۵        | [ ۴۳ ]  |
| کورادو وردلی           | ایتالیا       | DF  | ۱۹۹۰–۱۹۸۶                       | ?          | ?          | ۵۷         | ۰         | [ ۴۴ ]  |
| سالواتوره نوبیله       | ایتالیا       | DF  | ۱۹۸۸–۱۹۸۷                       | ?          | ?          | ۳۸         | ۰         | [ ۴۵ ]  |
| داریو مورلو            | ایتالیا       | MF  | ۱۹۹۰–۱۹۸۷                       | ?          | ?          | ۴۴         | ۵         | [ ۴۶ ]  |
| رامون دیاز             | آرژانتین      | FW  | ۱۹۸۹–۱۹۸۸                       | ?          | ?          | ۴۳         | ۱۵        | [ ۴۷ ]  |
| پائولو استرینگارا      | ایتالیا       | MF  | ۱۹۹۱–۱۹۹۰                       | ?          | ?          | ۲۹         | ۱         | [ ۴۸ ]  |
| دارکو پانچف            | مقدونیه شمالی | FW  | ۱۹۹۴–۱۹۹۲, ۱۹۹۵–۱۹۹۴            | ?          | ?          | ۲۹         | ۱۰        | [ ۴۹ ]  |
| ایگور شالیموف          | روسیه         | MF  | ۱۹۹۴–۱۹۹۲                       | ?          | ?          | ۶۷         | ۱۴        | [ ۵۰ ]  |
| پائولو ترامزانی        | ایتالیا       | DF  | ۱۹۹۴–۱۹۹۲                       | ?          | ?          | ۳۴         | ۰         | [ ۵۱ ]  |
| سالواتوره اسکیلاچی     | ایتالیا       | FW  | ۱۹۹۴–۱۹۹۲                       | ?          | ?          | ۳۶         | ۱۲        | [ ۵۲ ]  |
| دنیس برکمپ             | هلند          | MF  | ۱۹۹۵–۱۹۹۳                       | ?          | ?          | ۷۲         | ۲۲        | [ ۵۳ ]  |
| ویم یونک               | هلند          | MF  | ۱۹۹۵–۱۹۹۳                       | ?          | ?          | ۶۷         | ۱۳        | [ ۵۴ ]  |
| فرانچسکو دل آنو        | ایتالیا       | MF  | ۱۹۹۶–۱۹۹۳                       | ?          | ?          | ۵۳         | ۱         | [ ۵۵ ]  |
| جانلوکا فستا           | ایتالیا       | DF  | ۱۹۹۷–۱۹۹۳                       | ?          | ?          | ۸۸         | ۴         | [ ۵۶ ]  |
| پیرلوئیجی اُرلاندینی    | ایتالیا       | MF  | ۱۹۹۶–۱۹۹۴                       | ?          | ?          | ۳۹         | ۶         | [ ۵۷ ]  |
| بنیتو کاربونه          | ایتالیا       | MF  | ۱۹۹۶–۱۹۹۵                       | ?          | ?          | ۴۳         | ۴         | [ ۵۸ ]  |
| پل اینس                | انگلستان      | MF  | ۱۹۹۷–۱۹۹۵                       | ?          | ?          | ۷۳         | ۱۳        | [ ۵۹ ]  |
| مائوریتسیو گنز         | ایتالیا       | FW  | ۱۹۹۷–۱۹۹۵                       | ?          | ?          | ۹۸         | ۳۹        | [ ۶۰ ]  |
| آلساندرو پیستونه       | ایتالیا       | FB  | ۱۹۹۷–۱۹۹۵                       | ?          | ?          | ۶۰         | ۱         | [ ۶۱ ]  |
| مارکو برانکا           | ایتالیا       | FW  | ۱۹۹۸–۱۹۹۵                       | ?          | ?          | ۷۰         | ۲۵        | [ ۶۲ ]  |
| کریاکو اسفورزا         | سوئیس         | MF  | ۱۹۹۷–۱۹۹۶                       | ۳۶         | ۴          | ۴۰         | ۴         | [ ۶۳ ]  |
| ژوسلین آنگلوما         | فرانسه        | DF  | ۱۹۹۷–۱۹۹۶                       | ۴۱         | ۵          | ۴۶         | ۳         | [ ۶۴ ]  |
| فابیو گالانته          | ایتالیا       | DF  | ۱۹۹۹–۱۹۹۶                       | ۸۳         | ۵          | ۸۸         | ۳         | [ ۶۵ ]  |
| لوئیجی سارتور          | ایتالیا       | DF  | ۱۹۹۸–۱۹۹۷                       | ۳۷         | ۱          | ۳۸         | ۱         | [ ۶۶ ]  |
| دیه‌گو سیمئونه          | آرژانتین      | MF  | ۱۹۹۹–۱۹۹۷                       | ۷۹         | ۶          | ۸۵         | ۱۴        | [ ۶۷ ]  |
| زی الیاس               | برزیل         | MF  | ۱۹۹۹–۱۹۹۷                       | ۳۲         | ۲۱         | ۵۳         | ۴         | [ ۶۸ ]  |
| تاریبو وست             | نیجریه        | MF  | ۱۹۹۹–۱۹۹۷                       | ۶۰         | ۵          | ۶۵         | ۲         | [ ۶۹ ]  |
| رونالدو                | برزیل         | FW  | ۲۰۰۲–۱۹۹۷                       | ۸۵         | ۱۴         | ۹۹         | ۵۹        | [ ۷۰ ]  |
| پائولو سوزا            | پرتغال        | MF  | ۲۰۰۰–۱۹۹۸                       | ۳۵         | ۰          | ۴۰         | ۰         | [ ۷۱ ]  |
| آندره‌آ پیرلو           | ایتالیا       | MF  | ۱۹۹۹–۱۹۹۸, ۲۰۰۱–۲۰۰۰            | ۱۱         | ۲۹         | ۴۰         | ۰         | [ ۷۲ ]  |
| سباستین فری            | فرانسه        | GK  | ۱۹۹۹–۱۹۹۸, ۲۰۰۱–۲۰۰۰            | ۴۵         | ۲          | ۴۷         | ۰         | [ ۷۳ ]  |
| نیکولا ونتولا          | ایتالیا       | FW  | ۱۹۹۹–۱۹۹۸, ۲۰۰۵–۲۰۰۰            | ۴۱         | ۲۳         | ۶۴         | ۲۱        | [ ۷۴ ]  |
| لوران بلان             | فرانسه        | DF  | ۲۰۰۱–۱۹۹۹                       | ۷۴         | ۰          | ۷۴         | ۶         | [ ۷۵ ]  |
| ولادیمیر جوگوویچ       | یوگسلاوی      | MF  | ۲۰۰۱–۱۹۹۹                       | ۳۷         | ۱۲         | ۴۹         | ۳         | [ ۷۶ ]  |
| داریو شیمیچ            | کرواسی        | DF  | ۲۰۰۲–۱۹۹۹                       | ۷۵         | ۲۲         | ۹۷         | ۴         | [ ۷۷ ]  |
| کلارنس سیدورف          | هلند          | MF  | ۲۰۰۲–۱۹۹۹                       | ۶۶         | ۲۷         | ۹۳         | ۱۴        | [ ۷۸ ]  |
| هاکان شوکور            | ترکیه         | FW  | ۲۰۰۱–۲۰۰۰                       | ۲۷         | ۷          | ۳۴         | ۶         | [ ۷۹ ]  |
| خاویر فارینوس          | اسپانیا       | MF  | ۲۰۰۲–۲۰۰۰, ۲۰۰۴–۲۰۰۳            | ۵۲         | ۲۴         | ۷۶         | ۳         | [ ۸۰ ]  |
| جووانی پاسکواله        | ایتالیا       | DF  | ۲۰۰۵–۲۰۰۳                       | ۴۱         | ۱۶         | ۵۷         | ۰         | [ ۸۱ ]  |
| جورجوس کاراگونیس       | یونان         | MF  | ۲۰۰۵–۲۰۰۳                       | ۱۷         | ۱۰         | ۳۶         | ۰         | [ ۸۲ ]  |
| آندی ون در میده        | هلند          | FW  | ۲۰۰۵–۲۰۰۳                       | ۳۸         | ۱۶         | ۵۴         | ۴         | [ ۸۳ ]  |
| کیلی گونزالز           | آرژانتین      | FW  | ۲۰۰۶–۲۰۰۳                       | ۵۲         | ۲۳         | ۷۵         | ۰         | [ ۸۴ ]  |
| جوزپه فاوالی           | ایتالیا       | DF  | ۲۰۰۶–۲۰۰۴                       | ۶۳         | ۵          | ۶۸         | ۰         | [ ۸۵ ]  |
| خوزه مارسلو فریرا      | برزیل         | MF  | ۲۰۰۶–۲۰۰۴                       | ۲۷         | ۲۲         | ۴۹         | ۱         | [ ۸۶ ]  |
| خوان سباستین ورون      | آرژانتین      | MF  | ۲۰۰۶–۲۰۰۴                       | ۶۰         | ۱۴         | ۷۴         | ۴         | [ ۸۷ ]  |
| سینیشا میهایلوویچ      | صربستان       | MF  | ۲۰۰۶–۲۰۰۴                       | ۲۸         | ۱۴         | ۴۲         | ۷         | [ ۸۸ ]  |
| دیوید پیزارو           | شیلی          | MF  | ۲۰۰۶–۲۰۰۵                       | ۲۶         | ۱۴         | ۴۰         | ۳         | [ ۸۹ ]  |
| مارکو آندرئولی         | ایتالیا       | MF  | ۲۰۰۷–۲۰۰۵, ۲۰۱۵–۲۰۱۳, ۲۰۱۷–۲۰۱۶ | ۳۱         | ۸          | ۳۹         | ۳         | [ ۹۰ ]  |
| سانتیاگو سولاری        | آرژانتین      | MF  | ۲۰۰۸–۲۰۰۵                       | ۴۷         | ۲۴         | ۷۱         | ۷         | [ ۹۱ ]  |
| فابیو گروسو            | ایتالیا       | DF  | ۲۰۰۷–۲۰۰۶                       | ۱۷         | ۱۸         | ۳۵         | ۳         | [ ۹۲ ]  |
| سزارآپاریکیدیو رودریگز | برزیل         | MF  | ۲۰۰۸–۲۰۰۶                       | ۲۲         | ۱۴         | ۳۶         | ۳         | [ ۹۳ ]  |
| الیویه داکو            | فرانسه        | MF  | ۲۰۰۹–۲۰۰۶                       | ۲۹         | ۲۲         | ۵۱         | ۰         | [ ۹۴ ]  |
| پاتریک ویرا            | فرانسه        | MF  | ۲۰۱۰–۲۰۰۶                       | ۵۸         | ۳۲         | ۹۰         | ۹         | [ ۹۵ ]  |
| لوییس آنتونیو خیمنز    | شیلی          | MF  | ۲۰۰۹–۲۰۰۷                       | ۱۳         | ۱۷         | ۳۰         | ۴         | [ ۹۶ ]  |
| ماریو بالوتلی          | ایتالیا       | FW  | ۲۰۱۰–۲۰۰۷                       | ۴۶         | ۴۰         | ۸۶         | ۲۸        | [ ۹۷ ]  |
| نلسون ریواس            | کلمبیا        | DF  | ۲۰۱۱–۲۰۰۷                       | ۱۴         | ۱۴         | ۲۸         | ۰         | [ ۹۸ ]  |
| دیوید سوازو            | هندوراس       | FW  | ۲۰۱۱–۲۰۰۷                       | ۱۵         | ۲۵         | ۴۰         | ۸         | [ ۹۹ ]  |
| ژاناتان بیابیانی       | فرانسه        | U   | ۲۰۰۷–۲۰۰۶, ۲۰۱۱–۲۰۱۰, ۲۰۱۷–۲۰۱۵ | ۲۷         | ۲۳         | ۵۰         | ۲         | [ ۱۰۰ ] |
| آمانتینو مانسینی       | برزیل         | MF  | ۲۰۱۰–۲۰۰۸                       | ۱۶         | ۲۰         | ۳۶         | ۲         | [ ۱۰۱ ] |
| ریکاردو کوارشما        | پرتغال        | MF  | ۲۰۱۰–۲۰۰۸                       | ۱۳         | ۱۹         | ۳۲         | ۱         | [ ۱۰۲ ] |
| سولی مونتاری           | غنا           | MF  | ۲۰۱۲–۲۰۰۸                       | ۶۳         | ۳۴         | ۹۷         | ۷         | [ ۱۰۳ ] |
| تیاگو موتا             | ایتالیا       | MF  | ۲۰۱۱–۲۰۰۹                       | ۶۷         | ۱۶         | ۸۳         | ۱۲        | [ ۱۰۴ ] |
| گوران پاندف            | مقدونیه شمالی | FW  | ۲۰۱۱–۲۰۱۰                       | ۴۷         | ۲۲         | ۶۹         | ۸         | [ ۱۰۵ ] |
| فیلیپه کوتینیو         | برزیل         | MF  | ۲۰۱۳–۲۰۱۰                       | ۲۵         | ۲۲         | ۴۷         | ۵         | [ ۱۰۶ ] |
| مک‌دنالد ماریگا         | کنیا          | MF  | ۲۰۱۴–۲۰۱۰                       | ۸          | ۲۸         | ۳۶         | ۲         | [ ۱۰۷ ] |
| لوکا کاستلاتزی         | ایتالیا       | GK  | ۲۰۱۴–۲۰۱۰                       | ۳۱         | ۵          | ۳۶         | ۰         | [ ۱۰۸ ] |
| جوئل اوبی              | نیجریه        | MF  | ۲۰۱۵–۲۰۱۰                       | ۴۱         | ۳۰         | ۷۱         | ۳         | [ ۱۰۹ ] |
| جامپائولو پاتزینی      | ایتالیا       | FW  | ۲۰۱۲–۲۰۱۱                       | ۴۱         | ۱۹         | ۶۰         | ۱۹        | [ ۱۱۰ ] |
| مائورو زاراته          | آرژانتین      | FW  | ۲۰۱۲–۲۰۱۱                       | ۱۵         | ۱۶         | ۳۱         | ۳         | [ ۱۱۱ ] |
| جاناتان موریرا         | برزیل         | DF  | ۲۰۱۵–۲۰۱۱                       | ۶۱         | ۵          | ۶۶         | ۶         | [ ۱۱۲ ] |
| ریکی آلوارز            | آرژانتین      | MF  | ۲۰۱۵–۲۰۱۱                       | ۶۰         | ۳۰         | ۹۰         | ۱۴        | [ ۱۱۳ ] |
| آنتونیو کاسانو         | ایتالیا       | FW  | ۲۰۱۳–۲۰۱۲                       | ۳۲         | ۷          | ۳۹         | ۱۰        | [ ۱۱۴ ] |
| والتر گارگانو          | اروگوئه       | MF  | ۲۰۱۳–۲۰۱۲                       | ۲۹         | ۷          | ۳۶         | ۰         | [ ۱۱۵ ] |
| آلوارو پریرا           | اروگوئه       | DF  | ۲۰۱۴–۲۰۱۲                       | ۳۵         | ۱۲         | ۴۷         | ۱         | [ ۱۱۶ ] |
| خوان پابلو کاریزو      | آرژانتین      | GK  | ۲۰۱۷–۲۰۱۳                       | ۲۴         | ۳          | ۲۷         | ۰         | [ ۱۱۷ ] |
| رولاندو                | پرتغال        | DF  | ۲۰۱۴–۲۰۱۳                       | ۲۸         | ۱          | ۲۹         | ۴         | [ ۱۱۸ ] |
| زدراوکو کوزمانوویچ     | صربستان       | MF  | ۲۰۱۵–۲۰۱۳                       | ۴۰         | ۱۵         | ۵۵         | ۱         | [ ۱۱۹ ] |
| سفیر تایدر             | الجزایر       | DF  | ۲۰۱۵–۲۰۱۳                       | ۱۴         | ۱۲         | ۲۶         | ۲         | [ ۱۲۰ ] |
| هوگو کامپاینارو        | آرژانتین      | DF  | ۲۰۱۵–۲۰۱۳                       | ۳۴         | ۵          | ۳۹         | ۰         | [ ۱۲۱ ] |
| ماتئو کواچیچ           | کرواسی        | MF  | ۲۰۱۵–۲۰۱۳                       | ۶۴         | ۳۴         | ۹۸         | ۸         | [ ۱۲۲ ] |
| هرنانس                 | برزیل         | MF  | ۲۰۱۵–۲۰۱۴                       | ۳۹         | ۱۳         | ۵۲         | ۷         | [ ۱۲۳ ] |
| نمانیا ویدیچ           | صربستان       | DF  | ۲۰۱۶–۲۰۱۴                       | ۲۷         | ۱          | ۲۸         | ۱         | [ ۱۲۴ ] |
| آدام لیاییچ            | صربستان       | FW  | ۲۰۱۶–۲۰۱۵                       | ۱۹         | ۱۰         | ۲۹         | ۴         | [ ۱۲۵ ] |
| فیلیپه ملو             | برزیل         | MF  | ۲۰۱۷–۲۰۱۵                       | ۲۷         | ۱۱         | ۳۸         | ۱         | [ ۱۲۶ ] |
| جیسون موریو            | کلمبیا        | DF  | ۲۰۱۷–۲۰۱۵                       | ۶۳         | ۶          | ۶۹         | ۳         | [ ۱۲۷ ] |
| جفری کوندوگبیا         | فرانسه        | MF  | ۲۰۱۷–۲۰۱۵                       | ۵۰         | ۶          | ۵۶         | ۲         | [ ۱۲۸ ] |
| استفان یووتیچ          | مونته‌نگرو     | FW  | ۲۰۱۷–۲۰۱۵                       | ۲۰         | ۱۳         | ۳۳         | ۷         | [ ۱۲۹ ] |
| ادر                    | ایتالیا       | FW  | ۲۰۱۸–۲۰۱۶                       | ۲۸         | ۲۷         | ۵۵         | ۱۱        | [ ۱۳۰ ] |
| کریستین انسالدی        | آرژانتین      | DF  | ۲۰۱۷–۲۰۱۶                       | ۲۰         | ۶          | ۲۶         | ۰         | [ ۱۳۱ ] |
| اور بانگا              | آرژانتین      | MF  | ۲۰۱۷–۲۰۱۶                       | ۲۴         | ۹          | ۳۳         | ۶         | [ ۱۳۲ ] |
| ژوآو ماریو             | پرتغال        | MF  | ۲۰۱۸–۲۰۱۶                       | ?          | ?          | ۶۴         | ۴         | [ ۱۳۳ ] |
| ماتئو پولیتانو         | ایتالیا       | FW  | ۲۰۲۰–۲۰۱۸                       | ?          | ?          | ۴۷         | ۵         |         |
| رجا ناینگولان          | بلژیک         | MF  | ۲۰۱۹–۲۰۱۸                       | ?          | ?          | ۲۹         | ۶         |         |
| کوادوو آساموا          | غنا           | MF  | ۲۰۲۰–۲۰۱۸                       | ?          | ?          | ۴۰         | ۰         |         |
| کریستیانو بیراگی       | ایتالیا       | DF  | ۲۰۲۰–۲۰۱۹                       | ?          | ?          | ۲۶         | ۲         |         |
| دیه‌گو گودین            | اروگوئه       | DF  | ۲۰۲۰–۲۰۱۹                       | ?          | ?          | ۳۶         | ۲         |         |
| اشلی یانگ              | انگلستان      | DF  | ۲۰۲۱–۲۰۲۰                       | ?          | ?          | ۵۹         | ۵         |         |
| اشرف حکیمی             | مراکش         | DF  | ۲۰۲۱–۲۰۲۰                       | ?          | ?          | ۴۵         | ۷         |         |
| کریستین اریکسن         | دانمارک       | MF  | ۲۰۲۱–۲۰۲۰                       | ?          | ?          | ۶۰         | ۸         |         |
| آرتورو ویدال           | شیلی          | MF  | ۲۰۲۲–۲۰۲۰                       | ?          | ?          | ۵۱         | ۲         |         |
| خواکین کوره‌آ           | آرژانتین      | FW  | ۲۰۲۳–۲۰۲۱                       | ?          | ?          | ۵۲         | ۹         |         |
| روبین گوزنس            | آلمان         | DF  | ۲۰۲۳–۲۰۲۲                       | ?          | ?          | ۵۸         | ۵         |         |
| آندره اونانا           | کامرون        | GK  | ۲۰۲۳–۲۰۲۲                       | ?          | ?          | ۴۱         | ۰         |         |
| استفانو سنسی           | ایتالیا       | MF  | تاکنون–۲۰۲۳ ,۲۰۲۲–۲۰۱۹          | ?          | ?          | ۵۳         | ۴         |         |
| فرانچسکو آچربی         | ایتالیا       | DF  | تاکنون–۲۰۲۲                     | ?          | ?          | ۵۷         | ۲         |         |
| کریستین اصلانی         | آلبانی        | MF  | تاکنون–۲۰۲۲                     | ?          | ?          | ۳۶         | ۰         |         |
| هنریخ مخیتاریان        | ارمنستان      | MF  | تاکنون–۲۰۲۲                     | ?          | ?          | ۶۱         | ۷         |         |

## توضیحات
1. ↑  سه‌گانه شامل: سری آ، جام حذفی، لیگ قهرمانان اروپا
2. ↑  بازیکن ابزار کسی است که در بیش از یک پست بازی می‌کند.